# ناروجا
ناروجا (گرجی: ნარუჯა) یک منطقهٔ مسکونی در گرجستان است که در شهرداری ازورگتی واقع شده‌است. ناروجا ۲٬۱۴۸ نفر جمعیت دارد.